# Carlo Giordana (militare)
Carlo Giordana (Moncalieri, 30 agosto 1865 – Monte Cucco di Mandrielle, 23 giugno 1916) è stato un militare italiano, decorato di Medaglia d'oro al valor militare alla memoria durante il corso della prima guerra mondiale.

## Biografia
Nacque a Moncalieri (provincia di Torino) il 30 agosto 1865, figlio di Giovanni e Giuseppina Degiacomi. Intraprese la carriera militare giovanissimo, uscendo dalla Regia Accademia Militare di Modena all'età di diciotto anni, assegnato come sottotenente al 74º Reggimento fanteria.  Promosso tenente nel 1887, iniziò a frequentare i corsi presso la Scuola di guerra dell'esercito di Torino e l'anno successivo, promosso capitano, venne ammesso al Corpo di Stato maggiore.
Ottenuto, il trasferimento alla specialità Alpini, entrò in servizio nel 4º Reggimento alpini, dove rimase dal 1899 al 1903. Ritornato al Corpo di Stato maggiore, fu promosso maggiore nel 1908, rientrando negli Alpini poco tempo dopo, quale comandante di battaglione, dapprima al 3º Reggimento alpini, e poi all'8º Reggimento alpini.
Tenente colonnello nel 1913, dopo l'entrata in guerra del Regno d'Italia (24 maggio 1915), operò sull'altopiano di Vezzena alla testa del 116º Reggimento fanteria . Promosso colonnello, nell'ottobre dello stesso anno fu posto al comando del 4º Reggimento alpini, ottenendo anche il comando del Gruppo speciale A forte di cinque battaglioni. Si distinse particolarmente durante le operazioni sul monte Mrzli, sul Vodil (Monte Nero) e sull'Adamello.  Rimase infelicemente celebre l'attacco frontale in pieno giorno, da lui ordinato, ai passi di Folgorida e delle Topette, presidiati dagli Austro-Ungarici, conclusosi con un massacro. L'azione fu aspramente criticata come suicida ma gli valse la medaglia d'oro postuma.
Altrettanto celebre il commento di un ufficiale dell’artiglieria da montagna: Per un combattente la disgrazia più atroce è quella di dover morire senza una valida motivazione, così, solo per l’obbligo di eseguire un ordine idiota!. La vicenda è narrata in "Morte sul ghiacciaio" da Alberto Redaelli (scrittore e giornalista camuno, già autore della “Piccola Enciclopedia Storica degli Alpini")

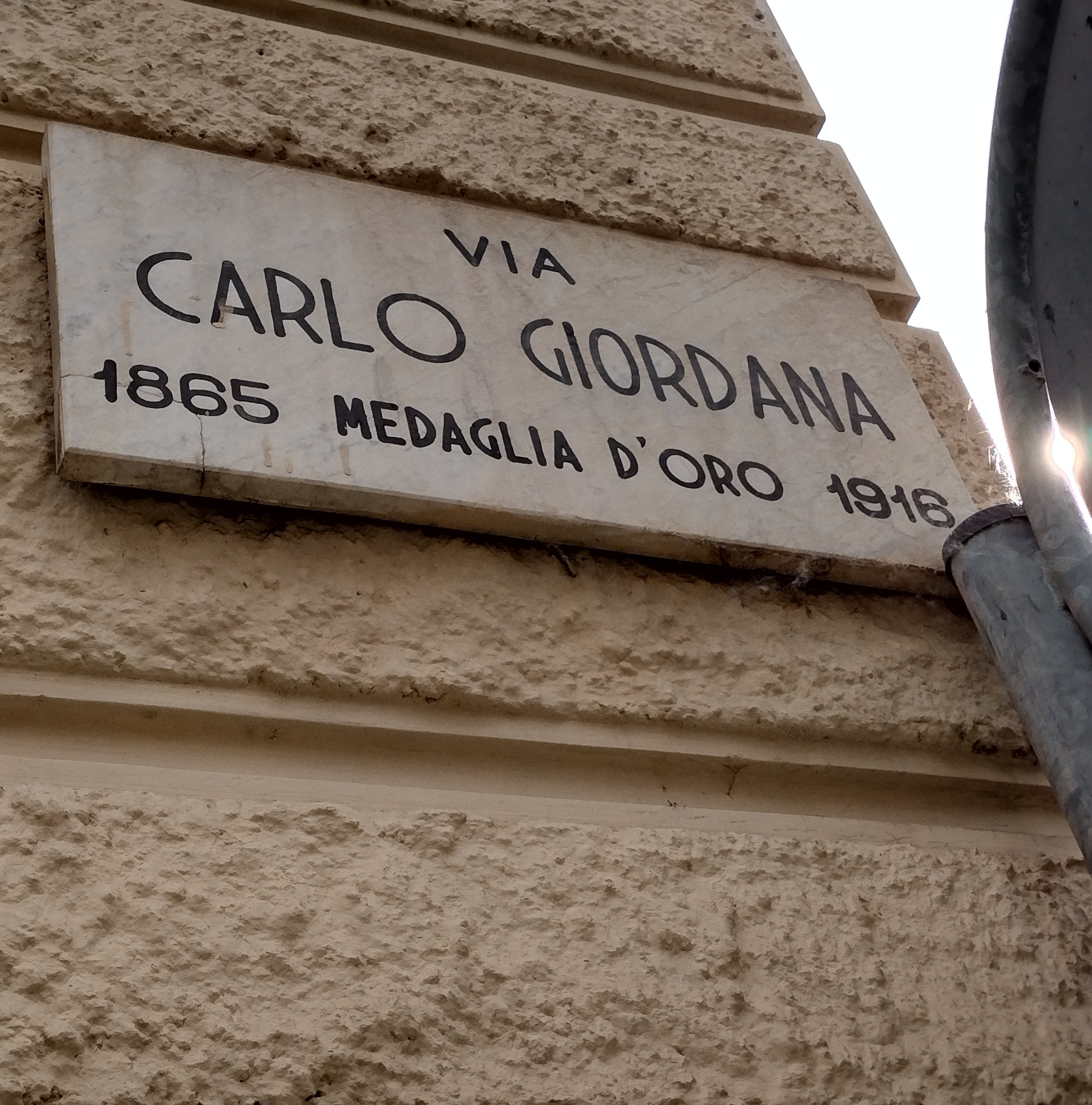
Via Carlo Giordana a Torino

Nel giugno 1916, promosso colonnello brigadiere, fu trasferito al comando della Brigata "Benevento" operante sull'altopiano di Asiago. Dimostrò un coraggio eccezionale, partecipando in prima persona alle rischiose missioni di esplorazione cui erano costretti i suoi soldati. Durante una di queste cadde ucciso da una fucilata, a pochi metri dai reticolati delle trincee nemiche, sul monte Cucco di Mandrielle il 23 giugno 1916. Fu immediato il sospetto di morte "per fuoco amico", o per vendetta di sottoposti, talché, subito esperiti i rilievi medici, la pallottola che lo uccise risultò calibro 6,5 (come quella del Carcano mod.1891), anziché 8 mm come quella dello Steyr austriaco.
Decorato con la medaglia d'argento al valor militare, gli fu poi concessa anche la medaglia d'oro. Per onorarne la memoria gli venne intitolata una caserma a Chivasso.
Insieme al generale Alberto Cavaciocchi è considerato uno dei protagonisti della cosiddetta Guerra Bianca combattuta a tremila metri di altezza.
Era il padre dell'attore Claudio Gora e nonno di Andrea Giordana.